# Eniola Aluko
Eniola Aluko (Lagos, Nigeria; 21 de febrero de 1987) es una exfutbolista inglesa nacida en Nigeria. Se desempeñaba como delantera y jugó en Inglaterra, Estados Unidos e Italia.

## Clubes
| Club                  | País           | Año         |
| --------------------- | -------------- | ----------- |
| Birmingham City       | Inglaterra     | 2001 - 2004 |
| Charlton Athletic     | Inglaterra     | 2004 - 2007 |
| Chelsea L.F.C.        | Inglaterra     | 2007 - 2009 |
| Saint Louis Athletica | Estados Unidos | 2009 - 2010 |
| Atlanta Beat          | Estados Unidos | 2010        |
| Sky Blue F.C.         | Estados Unidos | 2011        |
| Birmingham City       | Inglaterra     | 2012        |
| Chelsea L.F.C.        | Inglaterra     | 2012 - 2018 |
| Juventus de Turín     | Italia         | 2018 - 2019 |